# Captain Beefheart
Don Van Vliet, né Don Glen Vliet le 15 janvier 1941 et mort le 17 décembre 2010, est un musicien et artiste visuel américain, plus connu sous le pseudonyme de Captain Beefheart. Son œuvre musicale fut principalement réalisée avec un ensemble fluctuant de musiciens nommé le Magic Band, actif depuis le milieu des années 1960 jusqu'au début des années 1980.
Van Vliet est l'inventeur d'une musique révolutionnaire, sorte de blues-rock déconstruit à la manière du free jazz, qu'il accompagnait de sa voix inquiétante et surprenante (elle s'étalait sur cinq octaves), mais aussi à l'harmonica ou, plus rarement, au saxophone et au clavier. Ses compositions sont caractérisées par un assortiment singulier de signatures rythmiques mouvantes et de paroles surréalistes. Figure excentrique de la scène underground américaine, sa démarche exerça une influence inestimable sur les musiques déviantes à venir, comme le punk rock ou la new wave, en dépit de sa maigre réussite commerciale.
Van Vliet se joignit au Magic Band en 1965 et s'imposa vite en leader autoritaire. Ses premières productions étaient ancrées dans le blues et le rock, mais Captain Beefheart & His Magic Band (nom sous lequel la formation était connue) adopta peu à peu une approche plus expérimentale. 1969 vit la sortie de son chef-d'œuvre, Trout Mask Replica, produit par son ami de longue date Frank Zappa, dont l'influence et le caractère révolutionnaire sont encore loués de nos jours. Beefheart sortit plusieurs autres albums au cours des années 1970 mais son groupe subit d'importants changements dans sa composition et ne connut qu'un succès commercial fort limité. Plus tard il joua avec d'autres musiciens plus jeunes et connut une gloire relative avec ses trois derniers albums, sortis entre 1978 et 1982.
Van Vliet mit fin à sa carrière musicale vers 1982 et fit dès lors peu d'apparitions en public, préférant une vie tranquille dans son comté de Humboldt natal et se consacrant à la peinture. Son intérêt pour les arts plastiques remonte à un talent précoce de sculpteur ; son œuvre a été rapprochée du primitivisme et de l'expressionnisme abstrait et a reçu une reconnaissance internationale.

## Biographie

### Enfance
Van Vliet naît à Glendale (Californie). Son père, chauffeur-livreur pour la société Helms Bread, est originaire du Kansas et d'ascendance néerlandaise. Sa mère venait de l'Arkansas ; son nom de naissance est Warfield, d'origine anglaise ; elle est une cousine de Wallis Simpson, l'épouse d'Édouard VIII du Royaume-Uni. On dit que Don ajouta le préfixe 'Van' à son patronyme afin de mettre en avant ses origines néerlandaises, en hommage aux maîtres de la peinture des Pays-Bas.
Bien qu'issu d'une famille aux origines modestes et n'accordant que peu d'intérêt aux arts, Van Vliet révèle très jeune un talent prodigieux en peinture et sculpture, avec des œuvres réalisées à partir de matériaux qu'il trouve dans la nature. Il est remarqué par Augustinio Rodriguez, qui l'invita à venir sculpter avec lui chaque semaine sur le plateau d'une émission télévisée,. Mais ses parents le découragent de poursuivre dans cette voie, en rejetant plusieurs offres de bourses d'études, notamment en Europe, et, craignant pour leur enfant, font le choix de s'installer au beau milieu du désert de Mojave, puis à Lancaster. Van Vliet conserve toutefois son intérêt pour l'art, et ses peintures figurèrent plus tard sur plusieurs de ses albums.

### Adolescence - Rencontre avec Frank Zappa
Étudiant à l'université d'Antelope Valley de Lancaster, Van Vliet se lie d'amitié avec Frank Zappa. Tous deux passent de longs moments enfermés à écouter des disques de rhythm and blues. Van Vliet devient amateur de blues, en particulier de Howlin' Wolf. Avec Zappa, ils commencent à collaborer en écrivant des parodies de chansons pop et le script du film  Captain Beefheart vs. the Grunt People ; il s'agit là de la première apparition de ce qui deviendra son nom de scène en 1964. Selon Frank Zappa, le nom (« Capitaine Cœur de Bœuf ») était une allusion à une expression de son oncle Alan, qui avait l'habitude de s'exhiber en train d'uriner devant la petite amie de Van Vliet en lui disant : « Aaah ! Quelle beauté ! On dirait un bon gros morceau de cœur de bœuf ! ». Dans une entrevue de 1970 avec le magazine Rolling Stone, Van Vliet déclare « ne me demandez pas pourquoi et comment » lui et Zappa avaient trouvé ce nom. Il affirma plus tard lors d'une émission du Late Night with David Letterman que le nom faisait référence à « un bœuf enfermé dans mon cœur contre cette société ».
Plus tard Van Vliet s'inscrit en art, mais il décide de quitter l'université l'année suivante. Après avoir travaillé comme gestionnaire d'une boutique de chaussures, il déménage à Rancho Cucamonga, afin de se rapprocher de Zappa, avec qui il joue pour les premières fois en public. Avec leur groupe "The Soots", ils jouent des morceaux aux thèmes surréalistes et humoristiques, ou des reprises d'artistes de rock comme Little Richard. Zappa tente en vain de démarcher des maisons de disques ; il rapporte qu'un employé de Dot Records (en) lui déclara, après avoir écouté deux morceaux du groupe : « Nous ne pouvons pas sortir ça, le son de la guitare est saturé ». Van Vliet est décrit comme relativement timide à cette époque, mais capable d'imiter la profonde voix du bluesman Howlin' Wolf. Il devient peu à peu plus à l'aise en public et, après avoir appris à jouer de l'harmonica, commence à jouer dans de petits clubs de la région, accompagné par des groupes locaux comme The Omens et The Blackouts.

### Le Magic Band

#### Débuts
Au début de 1965, Van Vliet est contacté par Alex Snouffer (en), un guitariste de rhythm and blues de Lancaster. Ensemble ils forment le premier Magic Band ; c'est à ce moment que Don Vliet devient « Don Van Vliet », Alex Snouffer devenant « Alex St. Claire ». La formation est complétée par Doug Moon (guitare), Jerry Handley (basse) et Vic Mortenson (batterie) bientôt remplacé par Paul Blakely).
Captain Beefheart & His Magic Band signent chez A&M Records et sortent deux singles en 1966 : une version de "Diddy Wah Diddy" de Bo Diddley puis "Moonchild", écrit par David Gates, qui furent des succès locaux. Le groupe commence à jouer dans des salles underground de la région, comme le Avalon Ballroom de San Francisco.
En 1966 les démos de ce qui deviendra Safe as Milk, premier album du groupe, sont présentées à A&M. Jerry Moss (en) (le « M » de A&M) qualifie cette nouvelle orientation de « trop négative » et le groupe est congédié du label.
Rejoint par John French (en) à la batterie, le groupe signe, en 1966, chez Buddah Records. French est l'élément le plus stable du groupe, avec qui il reste jusqu'en 1971, avant de revenir en 1975-1977, puis en 1980 (en tant que guitariste sur les disques Doc at the Radar Station et Ice Cream for Crow). French a la patience requise pour traduire les idées musicales de Van Vliet (qu'il exprime fréquemment en sifflant ou en frappant sur un piano) aux autres musiciens. En l'absence de French ce rôle est tenu par Bill Harkleroad. En 1966 le groupe partage l'affiche à San Francisco avec les groupes Big Brother and The Holding Company et Love.
Safe as Milk demande un gros travail ; c'est ainsi que le prodige de la guitare Ry Cooder, âgé de 19 ans seulement, est sollicité. Ils commencent à enregistrer au cours du printemps 1967, Richard Perry assurant le travail de production (une première le concernant). Le style du groupe s'affirme à ce moment : mélange étrange de blues et de country, et rythmiques titubantes, et commence à faire parler de lui : on remarque la qualité du jeu de guitare slide de Cooder et, surtout, le chant « hargneux » de Beefheart. Diverses légendes commencent à circuler, aidées par les déclarations plus ou moins mensongères de Beefheart dans des interviews. On dit par exemple qu'il  détruit par ses hurlements un micro au cours des sessions d'enregistrement. Cooder quitta le groupe en juin 1967.
En août est recruté le guitariste Jeff Cotton (en) et le Magic Band (dans la configuration Snouffer/Cotton/Handley/French) commence à enregistrer en vue du second album. On rapporte qu'ils tentent de se lancer dans la conception d'un double-album intitulé It Comes to You in a Plain Brown Wrapper, comprenant un disque enregistré live (en concert ou en studio). À la suite de l'échec commercial de Safe as Milk, le groupe se retrouve cependant une nouvelle fois sans label pour l'appuyer. Le producteur indépendant Bob Krasnow accepte toutefois de financer des sessions qui débouchent finalement sur Strictly Personal, sorti sur son label Blue Thumb Records, dans lequel se confirme l'orientation free jazz de la musique de Beefheart. Les notes de l'édition originale de l'album affirment qu'il a été enregistré en « une nuit à Los Angeles en 1965 » ; en réalité les bandes dataient de novembre et décembre 1967.
Le groupe effectue sa première tournée outre-Atlantique ; au cours de son premier séjour en Angleterre, en janvier 1968, Captain Beefheart fait la connaissance de Peter Meaden, icône mod et ancien manager de The Who. Alors que le groupe est en tournée, Krasnow modifie les enregistrements du groupe et ajoute de nombreux effets sonores sur la version finale, qui figure ensuite sur l'album. Beefheart n'apprécie pas cette initiative et, contrarié, fait le choix de retourner en Californie et de se rester un temps dans un endroit isolé.

#### Trout Mask Replica
Il y retrouve son vieil ami Frank Zappa, qui lui fit la proposition d'enregistrer en totale indépendance un nouvel album et de le publier sur son nouveau label Straight Records.
C'est ainsi que le 16 juin 1969 sort le chef-d'œuvre incontesté de Van Vliet, Trout Mask Replica. Combinant un grand nombre d'influences (blues, rock, musique psychédélique, free jazz...) dans une démarche iconoclaste et en rupture totale avec les conventions de la musique rock, il est immédiatement accueilli comme un monument de musique avant-gardiste.
Van Vliet profite de l'engouement soudain des médias, en particulier, d'une interview avec le magazine Rolling Stone, pour lancer d'autres légendes sur le groupe, aujourd'hui encore tenues pour véridiques par certains critiques.
Selon Steve Huey, l'influence de l'album est « plus sensible dans l'esprit que dans l'imitation proprement dite, comme une catalyse plutôt que comme un véritable point de départ », et il inspire d'innombrables expérimentations postérieures de rock surréaliste, au cours des périodes punk et new wave.

#### Travaux ultérieurs
En 1969, la participation de Captain Beefheart à l'album Hot Rats de Frank Zappa est particulièrement remarquée par son interprétation du titre Willie the Pimp, seule partie chantée de l'album.
Lick My Decals Off, Baby (en) (1970) se situe dans la même veine expérimentale. Pour l'enregistrement de ce disque, le groupe voit l'arrivée d'Art Tripp III (en) (ancien des Mothers of Invention) à la batterie et aux marimbas. Sur Decals, pour la première fois la formation est créditée dans le titre comme « The Magic Band » et non « His magic band » comme précédemment ; le journaliste Irwin Chusid (en) l'interprète comme « une concession rechignée à ses membres, d'un minimum d'humanité semi-autonome ».
Les deux disques suivants, The Spotlight Kid (en) (simplement crédité à « Captain Beefheart ») et Clear Spot (en) (crédité à « Captain Beefheart And The Magic Band »), sortis en 1972, étaient beaucoup plus conventionnels. En 1974, immédiatement après l'enregistrement de Unconditionally Guaranteed (en), dans la continuité des passages les plus commerciaux des albums précédents, le Magic Band, dont le noyau était alors John French, Art Tripp III, Bill Harkleroad et Mark Boston, décida de ne plus travailler avec Van Vliet, un guide qu'ils jugeaient trop sévère, et formèrent le groupe Mallard (en). Van Vliet assembla rapidement un autre Magic Band, au son beaucoup plus lisse et accessible, et auquel certains fans déçus affublèrent le surnom de « Tragic band ». Unconditionally Guaranteed et son successeur Bluejeans & Moonbeams (en) (1974) ont un son se rapprochant du soft rock, complètement différent de tous les autres disques de Beefheart, et aucun ne reçut d'accueil favorable.

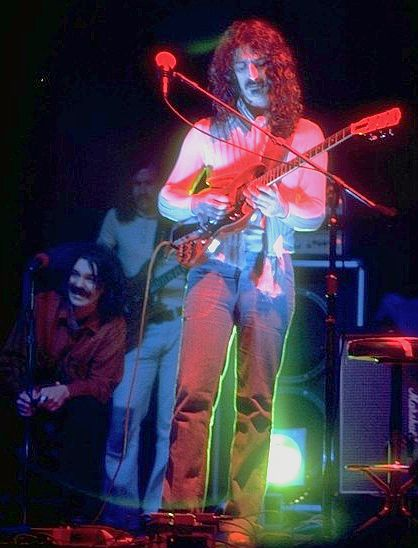
Frank Zappa et Captain Beefheart en concert à New Haven en 1975, lors de la tournée Bongo fury.

En 1975, Frank Zappa revient vers son ami Captain Beefheart, pour ce qui sera leur dernière collaboration. Zappa présente son compagnon comme « juridiquement asservi dans toute la région », après avoir signé « une ahurissante série de contrats avec tous les gars qui lui tendaient un stylo ». C'est ainsi presque sans le sou qu'il participe à la tournée Bongo Fury de 1975. Zappa le décrit encore comme particulièrement dur à vivre en tournée, car « il transportait la majeure partie de ses possessions terrestres – ses œuvres d'art, des livres de poésie, un sax soprano – dans un sac plastique qu'il oubliait partout » et se plaignait sans cesse de ne pas s'entendre sur scène, et ce quel que soit le volume des retours. Le fruit de ce travail collaboratif figure sur l'album Bongo Fury (1975) issu de la tournée du même nom de 1975. On trouve également certains de leurs enregistrements de jeunesse sur les collections de raretés de Frank Zappa The Lost Episodes (1996) et Mystery Disc (en) (1996).
De 1975 à 1977, aucun nouveau disque ne parut (la version originale de Bat Chain Puller fut enregistrée en 1976, mais ne fut jamais publiée). En 1978 fut constitué un groupe totalement nouveau, formé de Richard Redus, Jeff Moris Tepper (en), Bruce Fowler (en), Eric Drew Feldman (en) et Robert Williams. Ils étaient issus d'une nouvelle génération de jeunes musiciens, s'avérant particulièrement aptes à jouer la musique de Beefheart, ayant été pour certains d'entre eux des fans de longue date.
Shiny Beast (Bat Chain Puller) (en) (1978) fut largement considéré comme un retour aux conceptions stylistiques excentriques et novatrices des premiers albums de Van Vliet. Doc at the Radar Station (en) (1980) confirma la résurgence des moments les plus créatifs de la carrière musicale de Beefheart. Publié par Virgin Records en pleine ère post-punk, sa musique se trouva alors accessible à un public plus jeune et plus réceptif. Van Vliet déclara à propos de sa musique à cette époque : « je fais une musique non-hypnotique pour briser l'état catatonique... et je pense que c'est à présent une de celles qu'il faut ». Vers le même moment il fit deux apparitions dans l'émission de David Letterman et joua également pour le Saturday Night Live.
Son dernier disque, Ice Cream for Crow (en) (1982), fut enregistré avec Gary Lucas (qui était également son manager), Jeff Moris Tepper, Richard Snyder et Cliff Martinez. La même équipe réalisa une vidéo pour promouvoir la chanson "Ice Cream for Crow", qui fut rejetée par MTV car jugée « trop étrange » mais incluse dans le programme de Letterman sur NBC-TV. Peu après, Van Vliet mit fin à ses activités musicales pour se consacrer à la peinture.

#### Reformation
Le Magic Band s'est reformé en 2003, sans Beefheart et sous la direction de John French, avec Gary Lucas et Denny Walley à la guitare, Rockette Morton (en) à la basse et Robert Williams à la batterie. Pour leurs deux premiers concerts, au festival All Tomorrow's Parties à Camber et au Shepherds Bush Empire (en) de Londres, French joua de la batterie pendant la première partie, avant d'être remplacé par Williams pour passer au chant. Williams quitta le groupe après ces deux spectacles et fut remplacé par Michael Traylor. La même année sortit un nouvel album studio intitulé Back To The Front chez ATP Recordings, suivi de 21st Century Mirror Men en 2005,. Après un concert aux États-Unis et une trentaine en Europe, le groupe mit fin à ses activités en 2006.
John Peel, au départ sceptique à propos du groupe reformé, diffusa dans son émission un enregistrement du groupe au festival All Tomorrow's Parties, puis s'en trouva si ému qu'il ne put parler et dut passer un disque afin de reprendre ses esprits. Environ un an plus tard, le groupe enregistra une Peel Session pour lui.

### Peinture
Van Vliet a ensuite résidé dans le nord de la Californie. À partir du milieu des années 1980, il abandonne la musique et devient quelque peu reclus, soutenant qu'il pourrait gagner bien plus d'argent grâce à la peinture. Certains critiques l'accueillent défavorablement comme un « nouveau musicien de rock se lançant dans l'art pour des raisons d'ego ». Avec les années cependant, son œuvre reçoit peu à peu un accueil positif. Ses créations, tout comme sa musique, sont considérées comme radicales et novatrices, et se vendent à prix fort. Certaines sont comparées aux œuvres de Jackson Pollock et de Franz Kline.
Au début des années 1980, Van Vliet met en place un partenariat avec le galeriste Michael Werner. Eric Feldman affirmera plus tard dans une interview que Michael Werner avait dit à Van Vliet qu'il devrait cesser de jouer de la musique s'il voulait être respecté en tant qu'artiste peintre. Gordon Veneklasen, l'un des directeurs de la galerie en 1995, décrit Van Vliet comme un « peintre incroyable », dont l'œuvre « ne ressemble véritablement à aucune autre. » Il est considéré comme un moderniste primitiviste et un expressionniste abstrait. Morgan Falconer d'Artforum le mentionne lui aussi comme situé dans une « esthétique néo-primitiviste », établissant ensuite que son œuvre est influencée par les peintres du mouvement Cobra, une ressemblance également reconnue par le critique d'art Roberto Ohrt. Selon John Lane, directeur du musée d'art moderne de San Francisco dans les années 1990, bien que l'œuvre de Van Vliet puisse être associée avec la peinture expressionniste commune, plus importants sont sa qualité d'artiste autodidacte et le fait que sa peinture « ait le même type de profil que la musique ».
Van Vliet déclara à propos de sa propre œuvre :

« J'essaie de m'intégrer totalement dans la toile. J'essaie de livrer complètement ce que je pense à ce moment » ; il rejeta également toutes les influences qu'on a pu lui attribuer : « Je peins simplement comme je peins et voilà suffisamment d'influences. »

Van Vliet met fin à ses activités de peinture vers la fin des années 1990 ; vers le même moment, il apparaît qu'il souffre d'une maladie dégénérative.
Des expositions tenues en 2007 de ses peintures réalisées à la fin des années 1990 aux galeries Anton Kern et Michael Werner de New York ont été accueillies favorablement. En 2012-2013, une salle lui est consacrée lors de l'exposition de la collection de Michael Werner au musée d'art moderne de la ville de Paris.

### Activités ultérieures et décès
En 2003, Captain Beefheart apparaît sur la compilation Where We Live: Stand for What You Stand On: A Benefit CD for EarthJustice, chantant une version parodique de Joyeux anniversaire intitulée Happy Earthday. La chanson dure 35 secondes ; elle est enregistrée au téléphone par le compilateur de l'album.
Il meurt le 17 décembre 2010 à 69 ans des suites d'une sclérose en plaques. Divers hommages lui sont rendus : Rock & Folk lui consacre la première page de son numéro 522 (février 2011) ; Jeff Bridges conclut l'épisode de Saturday Night Live du 18 décembre 2010 par un « Rest in Peace, Captain Beefheart. »

## Héritage et influence
Selon Michka Assayas, « Avec dix ans d'avance, Beefheart a anticipé les tendances les plus radicales du rock dit indépendant, de Pere Ubu à Nick Cave, en passant par les Residents, Public Image Limited », et PJ Harvey, pour qui les disques de Captain Beefheart avaient la préférence au sein de la discothèque familiale.
L'animateur de la BBC John Peel affirma : « S'il y a jamais eu un génie dans l'histoire de la musique populaire, c'est Beefheart. J'ai entendu des échos de sa musique dans quelques-uns des disques que j'ai écoutés la semaine dernière et j'entendrai d'autres écho dans la musique que j'écouterai cette semaine ».
De nombreux artistes l'ont cité comme une influence primordiale, en particulier des pionniers du mouvement punk comme the Clash, John Lydon et Siouxsie and the Banshees. Michael Azerrad présente les Minutemen comme des fans absolus de Beefheart et décrit leur musique des débuts comme du « Captain Beefheart hautement caféiné dévalant du James Brown ». L'inflexion de l'orientation artistique de Tom Waits avec son Swordfishtrombones en 1983 était, selon ses dires, la conséquence de son initiation à la musique de Beefheart par sa femme. Il est cité dans la Nurse with Wound list.
En 1988, l'album hommage Fast 'n' Bulbous - A Tribute to Captain Beefheart est une preuve de l'influence de Beefheart sur le mouvement post-punk, avec des groupes comme Sonic Youth, The Membranes et XTC.
Parmi d'autres musiciens directement influencés par Beefheart on pourrait également citer les précurseurs de la new wave Devo ou le groupe de rock indépendant Franz Ferdinand. Le groupe britannique de shoegazing Spotlight Kid a trouvé son nom en s'inspirant directement du titre de l'album de Beefheart The Spotlight Kid.
Van Vliet a fait l'objet d'un documentaire de la BBC en 1997, The Artist Formerly Known As Captain Beefheart. Le photographe néerlandais Anton Corbijn est également l'auteur d'un court métrage d'une dizaine de minutes intitulé Some Yo Yo Stuff: An Observation of the Observations of Don Van Vliet sorti en DVD. Quelques-uns de ses récents sons et bruitages ont été capturés par son guitariste Moris Tepper (en) et figurent sur ses albums Moth to Mouth (2002) et Head Off (2004). Le Magic Band, mené par John French, avec les deux ex-membres Denny Walley, Mark Boston (en) et Gary Lucas s'est reformé en 2003 et a effectué une tournée au Royaume-Uni en 2005

## Discographie

### Albums studio
- 1967 : Safe as Milk (Buddah Records) avec Ry Cooder
- 1968 : Strictly Personal
- 1969 : Trout Mask Replica
- 1970 : Lick My Decals Off, Baby (en)
- 1971 : Mirror Man
- 1972 : The Spotlight Kid (en)
- 1972 : Clear Spot (en)
- 1974 : Unconditionally Guaranteed
- 1974 : Bluejeans & Moonbeams (en)
- 1978 : Shiny Beast (Bat Chain Puller) (en)
- 1980 : Doc at the Radar Station (en)
- 1982 : Ice Cream for Crow (en)
- 1984 : The Legendary A&M Sessions (en) (EP)
- 2012 : Bat Chain Puller (en)

### Albums en concert
- 1969-10-28 : Amougies Festival (Belgium) - featuring Frank Zappa
- 1994 : London 1974
- 2000 : I'm Going to Do What I Wanna Do: Live at My Father's Place 1978 (en)
- 2000 : [Merseytrout] : Live in Liverpool 1980
- 2002 : [Magnetic Hands] : Live in UK 1972 - 1980
- 2003 : [Railroaddism] : Live in USA 1972 - 1981
- 2006 : Live in Amsterdam 1980

### Compilations
- 1992 : I May Be Hungry but I Sure Ain't Weird
- 1993 : A Carrot Is As Close As A Rabbit Gets To A Diamond
- 1998 : Electricity
- 1999 : Grow Fins: Rarities 1965–1982
- 1999 : The Dust Blows Forward
- 2002 : The Best of Captain Beefheart
- 2006 : The Buddah Years

### Singles
- 1966 : "Diddy Wah Diddy" / "Who Do You Think You're Fooling"
- 1966 : "Moonchild" / "Frying Pan"
- 1967 : "Yellow Brick Road" / "Abba Zaba"
- 1970 : "Pachuco Cadaver" / "Wild Life" (France seulement)
- 1972 : "Click Clack" / "I'm Gonna Booglarize You, Baby"
- 1973 : "Too Much Time" / "Clear Spot"
- 1974 : "Upon the My-O-My" / "Magic Be" (Royaume-Uni)
- 1978 : "Sure 'Nuff 'n Yes I Do" / "Electricity"
- 1982 : "Ice Cream for Crow" / "Tropical Hot Dog Night" / Run Paint Run Run" / "Light Reflected off the Oceands of the Moon"

### Collaborations

#### avec Frank Zappa
- 1969 : Hot Rats
- 1975 : Bongo Fury
- 1976 : Zoot Allures
- 1975 : One Size Fits All
- 1996 : The Lost Episodes
- 1998 : Mystery Disc (en)
- 1998 : Cheap Thrills - [The Torture Never Stops (Original Version)]

#### Autres
- 1977 : The Tubes, Now
- 1978 : Jack Nitzsche, Hard Workin' Man, sur la bande originale du film Blue Collar
- 2000 : Gary Lucas, Improve the Shining Hour
- 2000 : Moris Tepper (en), Moth to Mouth